# PGC 2807040
LEDA/PGC 2807040 ist eine Galaxie vom Hubble-Typ S im Sternbild Jungfrau nördlich der Ekliptik. Sie ist schätzungsweise 486 Millionen Lichtjahre von der Milchstraße entfernt. Vermutlich bildet sie gemeinsam mit IC 845 ein gravitativ gebundenes Galaxienpaar.